# Chikutō Nakabayashi
Chikutō Nakabayashi (Owari Nagoya, 1776 – Kyoto, 27 aprile 1853) è stato un pittore giapponese.

## Biografia
Chikutō Nakabayashi si trasferì a Kyoto dove fu allievo di Kyūjō, dal quale imparò l'elegante e raffinata qualità del tocco, mentre frequentando gli ambienti di corte e i circoli letterari ricevette l'influenza di una concezione statico-decorativa della pittura.
Fu la principale guida di un numero cospicuo di pittori di tradizione che per lungo tempo dipinsero esclusivamente fiori e uccelli in uno stile accostabile al naturalismo cinese d'epoca Ming.
Chikutō si distinse tra i suoi contemporanei per la vigorosa pennellata, per la rinuncia quasi completa al contorno, per la preferenza ai paesaggi con bambù e pruni.
Pubblicò nel 1815 una raccolta di disegni vari intitolata Chikutō sansui gwako e nel 1852 un albo di personaggi cinesi dal titolo Chikutō sajin jumbutsu, che rappresenta, secondo i critici d'arte, il suo capolavoro.
È conosciuto anche con gli pseudonimi di Chūtan, Hakumeī, Seishō e Tozaninshi.
Le sue opere sono conservate ed esposte in numerosi musei, tra i quali l'Indianapolis Museum of Art, l'Harvard Art Museums, il Los Angeles County Museum of Art, il Minneapolis Institute of Art, l'Ashmolean Museum, l'University of Michigan Museum of Art, il Cleveland Museum of Art.

## Galleria d'immagini
I disegni sono presi dal libro Yūsai gafu (融斎画譜; Album di disegni), pubblicato dagli allievi di Chikutō.

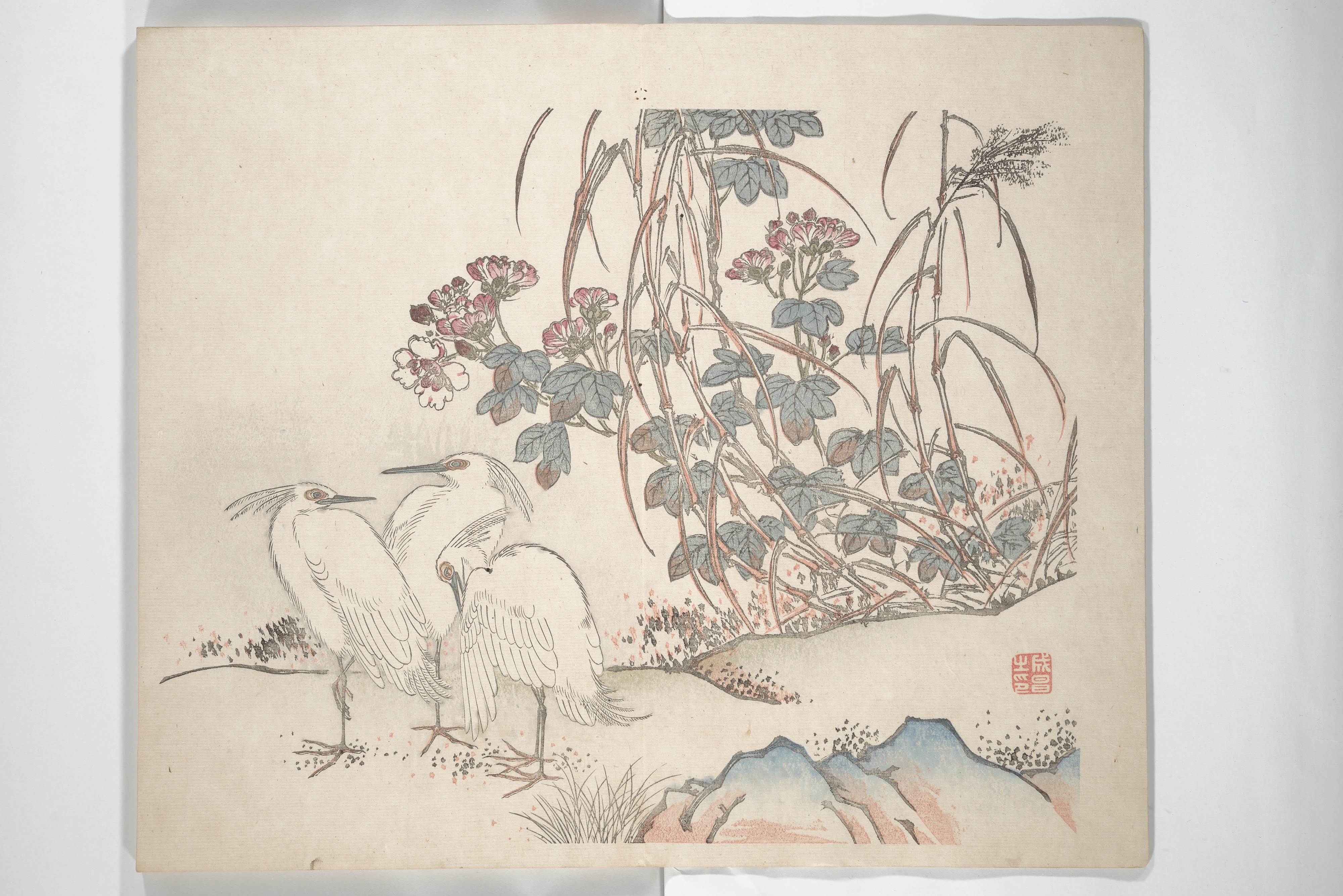
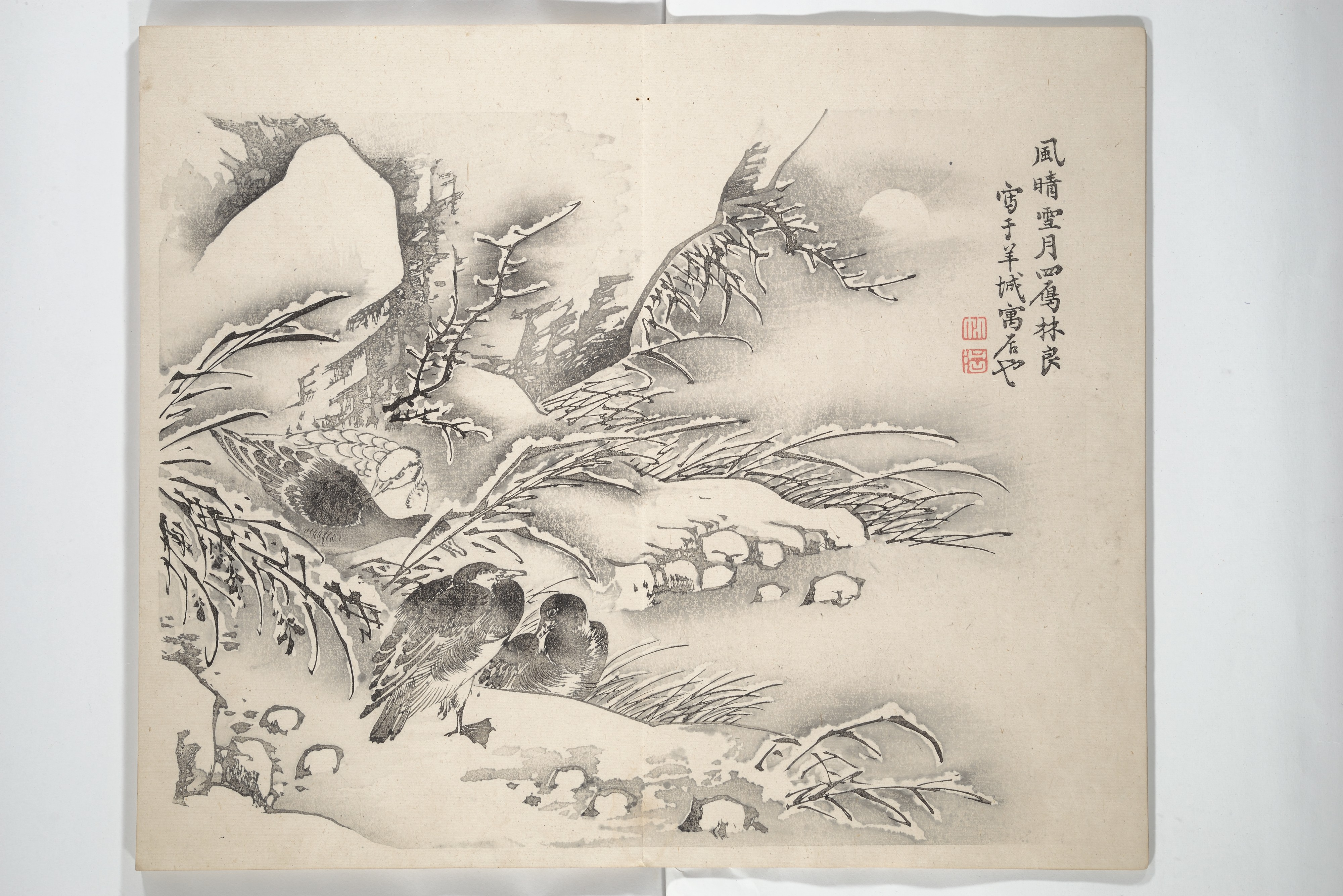
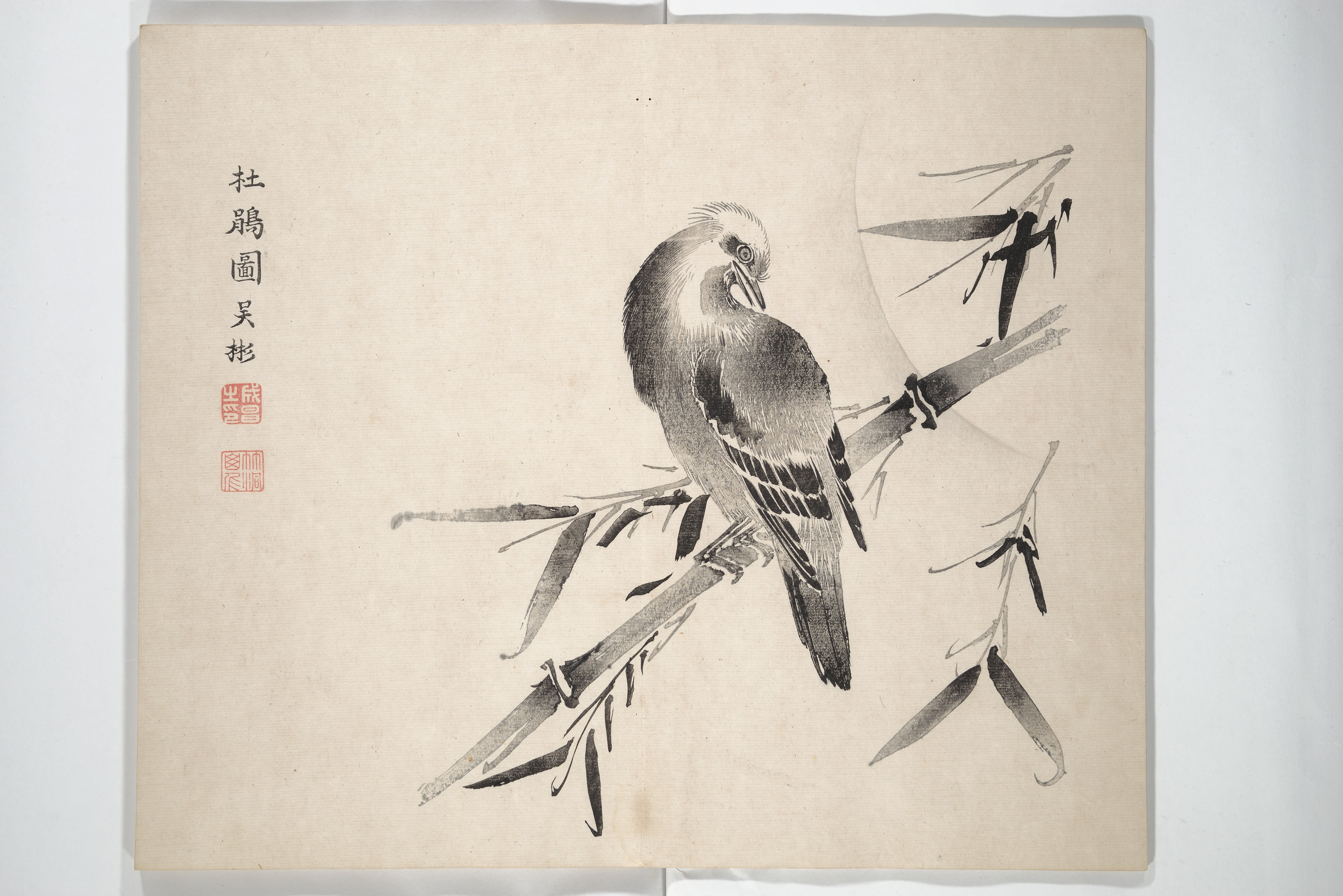
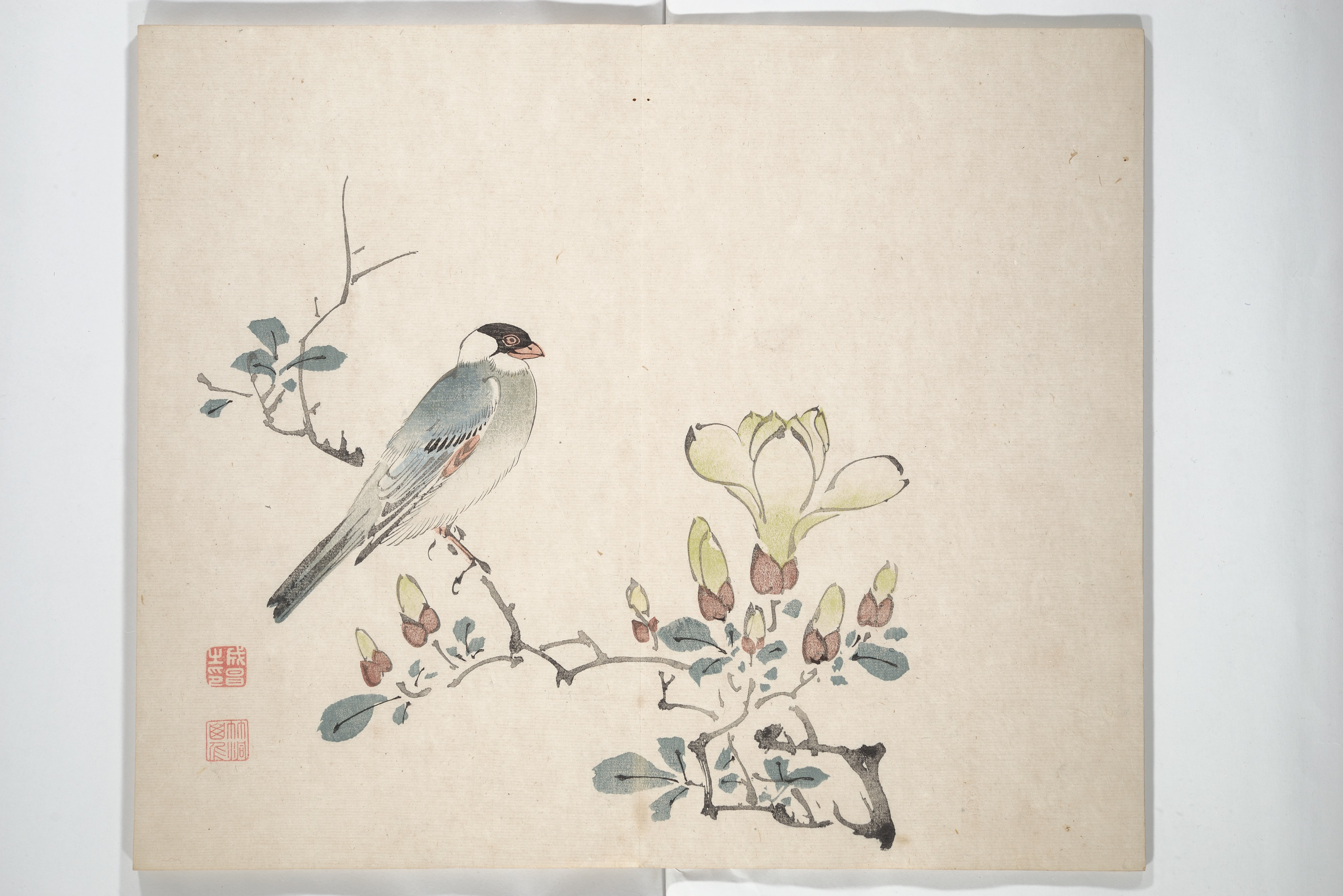
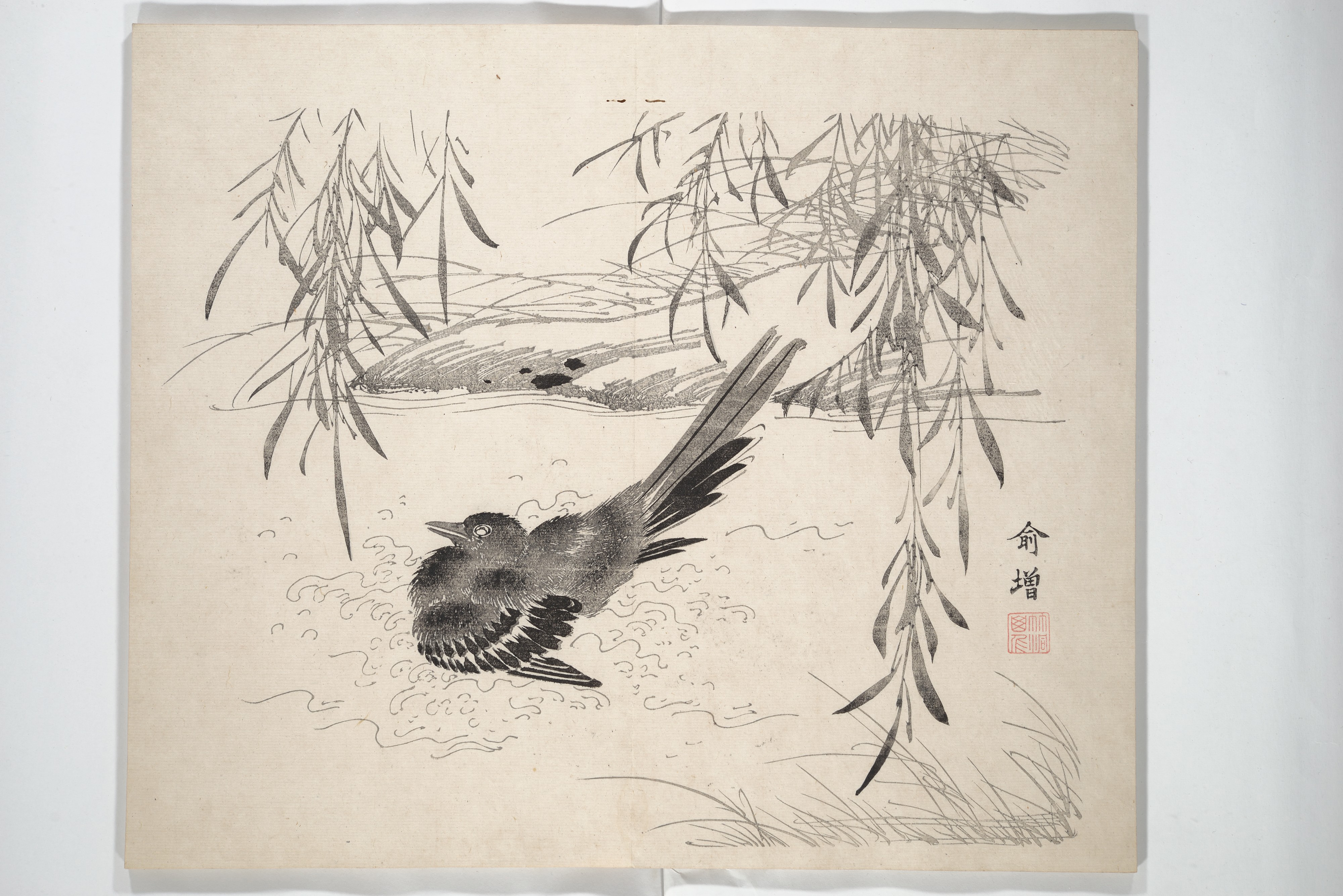